# Jiří Bárta (skladatel)
Jiří Bárta (19. června 1935 Šumice – 4. ledna 2012 Brno) byl český hudební skladatel.
V mládí nejprve studoval hru na klavír u Emila Háby. Poté mezi lety 1954 a 1958 studoval na brněnské konzervatoři hru na klavír u Františka Schäfra a zároveň studoval skladbu u Františka Suchého. V letech 1958–1962 vystudoval kompozici na Janáčkově akademii múzických umění v Brně pod vedením Viléma Petrželky a Theodora Schaefra. Později absolvoval ještě postgraduální studium týkající se elektronické hudby pod vedením skladatelů Ištvana, Piňose a Růžičky.

## Skladby

### Komorní
- Suita pro basklarinet a cembalo (1962)
- Preludium a toccata pro klavír (1966)
- Fragmenty pro klarinet a klavír (1967)
- Studie pro dva akordeony a klavír (1968)
- Progressioni per quartetto d´archi (1969)
- Iluminace pro dva klavíry (1977)
- Lyrické variace pro housle a klavír (1980)

### Orchestrální
- Koncert pro orchestr (1962)
- Concerto grosso per due violini, violoncello ed archi (1965)
- Barokní suita in D (1973)
- Koncert pro violu, komorní smyčcový orchestr a klavír (2001)

### Vokální
- Romantické písně (1965)

### Baletní hudba
- Pandořina skříň (1969)
- Passacaglia pro klavír na čtyři ruce (baletní scéna) (1972)
- Hledání, Výstraha (pro balet a klavír) (1972–73)